# Cetingrad
Cetingrad falu és község Horvátországban Károlyváros megyében. Közigazgatásilag 36 falu tartozik hozzá.

## Fekvése
Cetingrad Károlyvárostól 40 km-re délkeletre Horvátország középső részén, a Kordun területén, a középkori Cetin várának romjai közelében fekszik. Szomszédos községek: Slunj, Rakovica, Topuszka, Vojnić és Velika Kladuša Bosznia-Hercegovinában.

## Története
A mai Cetingrad helyén a középkorban egy Vrčkovići nevű település állt, melynek Nagyboldogasszony templomát már 1082-en említik. A török hódítás végéig uráról Kekics bégről a Kekić Selo, majd később felszabadítójáról a Valić Selo nevet is viselte. Mai nevét melyet Cetin váráról kapott alig száz éve, 1910-óta használják.

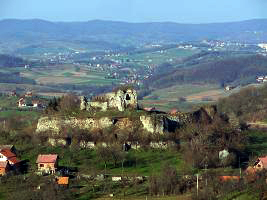
Cetin várának romjai

A település története szorosan kötődik a közeli Cetin várához. A vár keletkezéséről nincsenek pontos adatok, de valószínűleg már a római korban erőd állt a helyén. Cetin fénykorát a középkorban élte, amikor ferences kolostor és néhány templom is állt itt. Ebben az időben a birtokosa az ország történetében is nagy szerepet játszott Frangepán család volt. A várat még 1392-ben a család vegliai ágához tartozó Frangepán János kapta Zsigmond királytól annak fejében, hogy segítséget nyújt a Novigrad várában raboskodó Mária királynő kiszabadításában. A család 1449-es birtokmegosztásakor, Cetin Frangepán Miklós legidősebb fiáé, Györgyé lett. Ettől kezdve a családnak ez az ága Cetinieknek nevezte magát. A cetini ág 1542-ben Frangepán János halálával halt ki.
1527. január 1-jén a mohácsi vereség után a horvát nemesség Cetin várában gyűlt össze és választotta meg Habsburg Ferdinándot az ország királyává. Ezt az oklevelet, amely a horvát történelem egyik legfontosabb dokumentuma ma Bécsben az osztrák állami levéltárban őrzik.
A következő időszakban Cetin környéke fokozatosan katonai határőrvidékké vált, ütközőpontként a török és a Habsburg Birodalom között. Ezekben az években többször is megtámadta a török, többször feldúlták, 1536-ban és 1584-ben el is foglalták és újra kijavították. 1596-ban a romos erősséget teljesen elhagyták, majd 1638-ban a megmaradt falakat is felrobbantották. A vidék teljesen elnéptelenedett. Cetin 1670-től hosszú időre török uralom alá került, ekkor a várat lényegében újjáépítették és megerősítették. Közben a császári sereg ostrommal többször is visszafoglalta. 1739-ben Mehmed boszniai pasa a várat újra kijavíttatta és újra megerősítette. Csak 1790-ben foglalta vissza Walisch császári generális, akinek a tiszteletére a falut is elnevezték. 1809-ben újra elfoglalta a török. 1813-ban és 1834-ben is ostromolta a császári sereg. Még 1849-ben is épült itt egy laktanya. A vidék katonai helyzetét csak a 19. század közepére sikerült megszilárdítani. A 19. század második felében a lakosság a várat már csak kőbányának használta. Birtokosai átköltöztek a vártól északra alapított Cetingrádba.
A településnek 1857-ben 596, 1910-ben 568 lakosa volt. Trianonig Modrus-Fiume vármegye Szluini járásához tartozott.
A 19–20. század folyamán Cetingrad környéke gyéren lakott terület volt és ez a gazdasági fejlődésnek nem nagyon kedvezett. A második világháború is csak pusztulást és halált hozott erre a vidékre. A titói időszakban is mellőzték a települést, lakói egyre nagyobb számban vándoroltak ki Amerikába, Ausztráliába és Európa országaiba. 1991-ben a jugoszláv hadsereg a helyi szerbek segítségével elfoglalta és szinte teljesen lerombolta a települést. A Nagyboldogasszony plébániatemplomot október 5-én és november 4-én gránát találatok érték és teljesen leégett. Maradványait december 1-jén a szerbek felrobbantották. A község területén összesen mintegy hétszáz házat tettek a földdel egyenlővé. 1992 és 1995 között a lakosság száműzetésben élt. 1995-ben a jugoszláv hadsereg a közelben lőtt le egy ENSZ helikoptert. A szerencsétlenségben életét vesztette Bosznia-Hercegovina külügyminisztere Irfan Ljubijankić is. Cetingrádot 1995. augusztus 7-én a Vihar hadművelet keretében szabadította fel a horvát hadsereg. A honvédő háború után a lakosság visszaköltözhetett házaiba és száma újra növekedni kezdett. A községnek 2001-ben 2746 lakosa volt közülük 76,66% horvát, 9,8% bosnyák, 5,28% szerb nemzetiségű. A településnek 2011-ben 325, a községnek összesen 2027 lakosa volt.

## Lakosság
| Lakosság változása | Lakosság változása | Lakosság változása | Lakosság változása | Lakosság változása | Lakosság változása | Lakosság változása | Lakosság változása | Lakosság változása | Lakosság változása | Lakosság változása | Lakosság változása | Lakosság változása | Lakosság változása | Lakosság változása | Lakosság változása |
| ------------------ | ------------------ | ------------------ | ------------------ | ------------------ | ------------------ | ------------------ | ------------------ | ------------------ | ------------------ | ------------------ | ------------------ | ------------------ | ------------------ | ------------------ | ------------------ |
| 1857               | 1869               | 1880               | 1890               | 1900               | 1910               | 1921               | 1931               | 1948               | 1953               | 1961               | 1971               | 1981               | 1991               | 2001               | 2011               |
| 596                | 651                | 671                | 693                | 552                | 568                | 480                | 557                | 415                | 405                | 438                | 358                | 895                | 910                | 351                | 325                |

## Gazdaság
A környék fő gazdasági termelését a mezőgazdaság adja, ezen belül különösen a szarvasmarha tenyésztés és az ebből adódó tejtermelés és sajtkészítés. A lakosság megélhetését ezen kívül a fakitermelés és faipar, a szolgáltatások, a kereskedelem és a vendéglátóipar adja. A szép környezet, a kiterjedt erdők kedveznek a turizmus fejlődősének is.

## Híres emberek
Frangepán János Cetina birtokosa 1493-ban esett el a korbavai csatában. Fia Frangepán Ferenc kalocsai érsek lett.

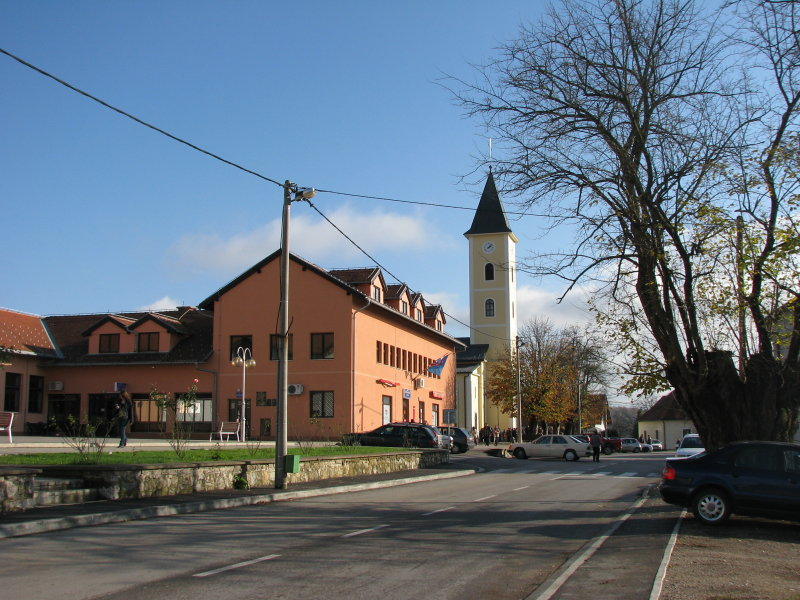
Cetingrad központja

## Nevezetességei
- Cetin várának romjai a településtől délre fekvő Podcetin határában állnak. Szinte teljes egészében török építmény, melynek legépebben fennmaradt része a Drendzsulának nevezett központi torony, melynek formáját a középkori lakótorony átépítésével alakították ki. A torony körül egykor lakóházak álltak, ám ezekből mára semmi nem maradt. Az egykori védőfalak és sokszögletű bástyák falai sok helyen ma is emeletnyi magasságban állnak.
- A Nagyboldogasszony tiszteletére szentelt római katolikus templomának építése 1891-ben kezdődött. A templomot a berendezés elkészülte után 1910-ben szentelték fel. 1988-ban teljesen megújították. A délszláv háború során 1991. november 4-én gránát találatok következtében leégett, majd december 1-jén szerb csapatok a falakat aláaknázták és felrobbantották. A háború után teljesen újjáépítették. Az újjáépített plébániatemplomot 1999. augusztus 15-én szentelte fel Anton Tamarut fiumei érsek. A templom mai formájában háromhajós épület egy ötszögletű és egy hétszögletű szentéllyel, a nyugati oldalon emelkedő harangtoronnyal.
- Az elesett horvát katonák emlékműve
- A közösség napját minden év augusztus 7-én tartják.
- Szent József napján hagyományos állatvásárt rendeznek.
- A településnek saját tamburazenekara van.

## Cetingradhoz tartozó települések
| - Batnoga - Begovo Brdo - Bilo - Bogovolja - Buhača - Cetinski Varoš | - Delić Poljana - Donja Žrvnica - Donje Gnojnice - Đurin Potok - Glinice | - Gnojnice - Gojkovac - Gornja Žrvnica - Gornje Gnojnice - Grabarska | - Kapljuv - Kestenje - Komesarac - Kruškovača - Kuk | - Luke - Maljevac - Maljevačko Selište - Pašin Potok - Podcetin | - Polojski Varoš - Ponor - Ruševica - Sadikovac - Srednje Selo | - Strmačka - Šiljkovača - Tatar Varoš - Trnovi |